# Dassault Mystère
Dassault Mystère II (Дассо Місте́р) — реактивний винищувач-бомбардувальник французької авіабудівної компанії Дассо Авіасьон. Mystère ІІС став першим французьким літаком, що перевищив швидкість звуку. Незважаючи на це, літак експлуатувався недовго і незабаром був замінений на більш досконалий Mystère IV. Всього було побудовано близько 150 примірників.

## Історія
На початку 50-х років Дассо отримало контракт на модернізацію реактивного MD 450 Ouragan з метою створення більш досконалого літака, здатного перевищити швидкість звуку. На новій модифікації був змінений кут стріловидності крила і трохи подовжений фюзеляж. Профіль кіля так само був доопрацьований. Новий літак отримав назву MD452 Mystère (з фр. «Таємниця, загадка»).
Перший прототип MD452 Mystère, оснащений двигуном Rolls-Royce Nene, вперше піднявся в повітря 23 лютого 1951 року. Два інших прототипи, оснащені більш потужними Rolls-Royce Tay, що отримали індекс IIA, приєдналися до випробувань протягом 1952 року.
12 грудня 1952 року пілот Роже Карпентьє на літаку Mystère вперше в історії французької авіабудування перевищив швидкість звуку. Протягом 1951 року французькі ВПС отримали 20 передсерійних літаків для випробувань, три з яких (Mystère ІІВ) використовувалися як стенд для отримання льотної кваліфікації нових двигунів SNECMA Atar 101. З цих літаків на 2018 рік зберігся тільки один з бортовим номером 013. Він виставлений на експозиції в музеї Савіньї-ле-Бон.
На січень 1953 року Французькі ВПС отримали 150 серійних літаків Mystère, не рахуючи 14 з передсерійної партії.